# Hajany (okres Brno-venkov)
Hajany jsou obec v okrese Brno-venkov v Jihomoravském kraji, na okraji Bobravské vrchoviny. Žije zde 713 obyvatel.

## Název
Jako jméno vesnice slouží původní pojmenování jejích obyvatel: Hajané byli ti, kteří bydleli v háji nebo u háje nebo kteří měli (něco nebo někoho) hájit. Německé jméno (Hayn, Hayan(s)) vzniklo z českého.

## Historie
První písemná zmínka o obci pochází z roku 1323, kdy byla majetkem kláštera premonstrátek v Dolních Kounicích. Později byla připsána klášteru cisterciaček na Starém Brně.
Během třicetileté války obec zpustla a žádný z domů nebyl osídlený. Roku 1714 klášter prodal vsi Dolenice, Hajany a díl vsi Syrovice za deset tisíc a sto rýnských zlatých Johannu Baptistovi Kaschnitz von Weinberg, správci vojenské pokladny. Ten v Hajanech následně nechal vybudovat patrový barokní zámek. Teprve v letech 1723-24 bylo ve vsi postaveno 12 chalup. Roku 1790 koupila Hajany rodina Smetanů. Toho roku měla ves 19 domů a 110 obyvatel, roku 1834 36 domů a 239 obyvatel. Ves patřila Smetanům do zrušení patrimoniální správy v roce 1848. Velkostatek se zámkem prodali v roce 1857 Mitrovským, později přešel na Deymy ze Stříteže, kterým byl v roce 1945 vyvlastněn.

## Obyvatelstvo
| Rok            | 1869 | 1880 | 1890 | 1900 | 1910 | 1921 | 1930 | 1950 | 1961 | 1970 | 1980 | 1991 | 2001 | 2011 | 2021 |
| -------------- | ---- | ---- | ---- | ---- | ---- | ---- | ---- | ---- | ---- | ---- | ---- | ---- | ---- | ---- | ---- |
| Počet obyvatel | 307  | 292  | 288  | 247  | 316  | 335  | 320  | 280  | 342  | 353  | 338  | 349  | 351  | 341  | 690  |
| Počet domů     | 36   | 40   | 43   | 50   | 54   | 58   | 63   | 80   | 73   | 79   | 88   | 101  | 108  | 112  | 219  |

## Obecní symboly
Znak a vlajka byly obci uděleny rozhodnutím předsedy Poslanecké sněmovny Parlamentu České republiky dne 8. listopadu 2016.

## Pamětihodnosti
- Zámek z počátku 18. století dal vystavět Johann Baptist Kaschnitz von Weinberg.[6] Po znárodnění v roce 1948 jej využíval Státní statek Brno. V zámku se nalézaly kanceláře a hospodářské budovy sloužily zemědělské výrobě.[11]
- Kaple Nanebevzetí Panny Marie se zvoničkou z roku 1818
- Pamětní kříž s korpusem Krista, datovaný rokem 1808
- Hrobka hrabat d'Harnoncourt-Unverzagt

## Galerie

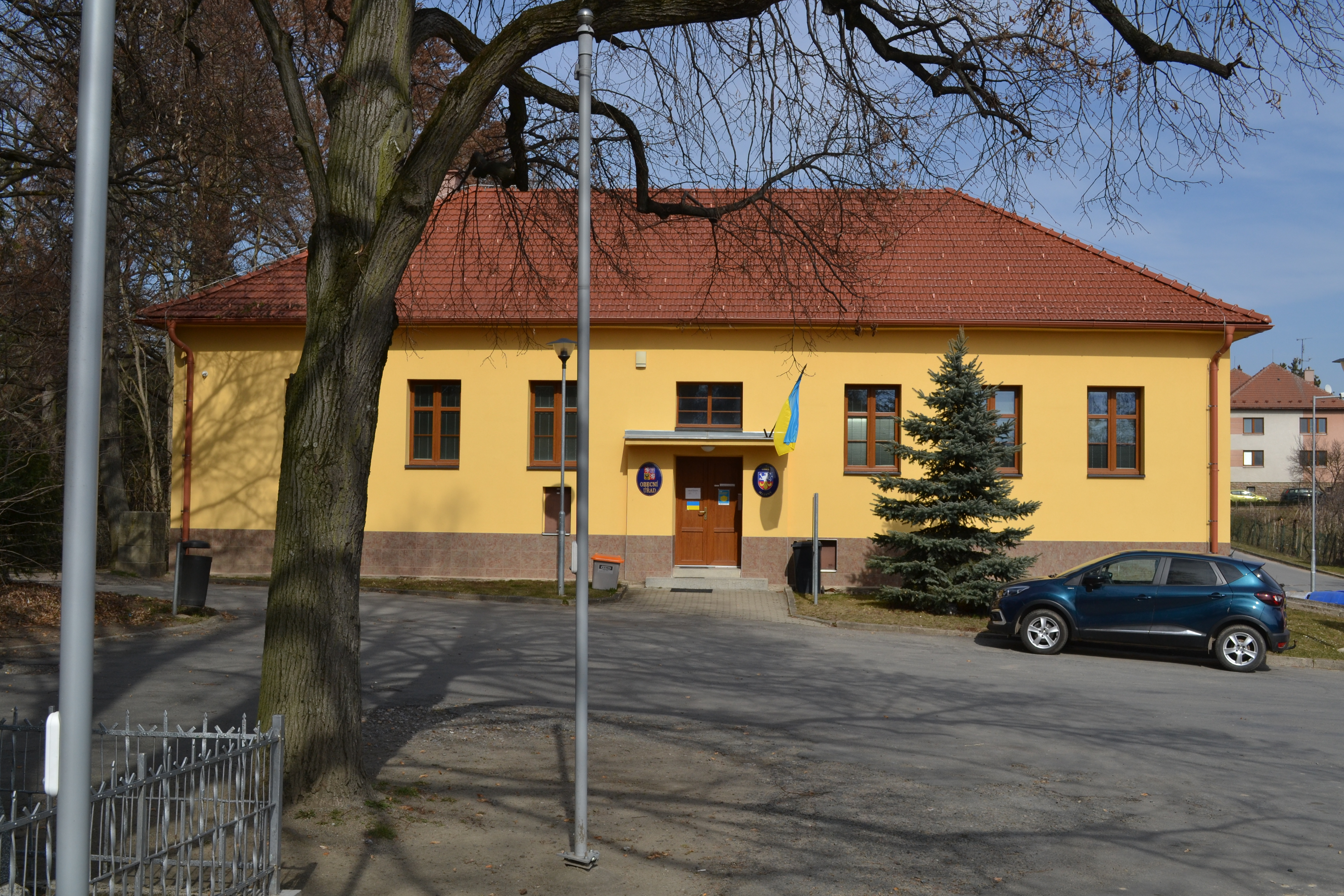
obecní úřad
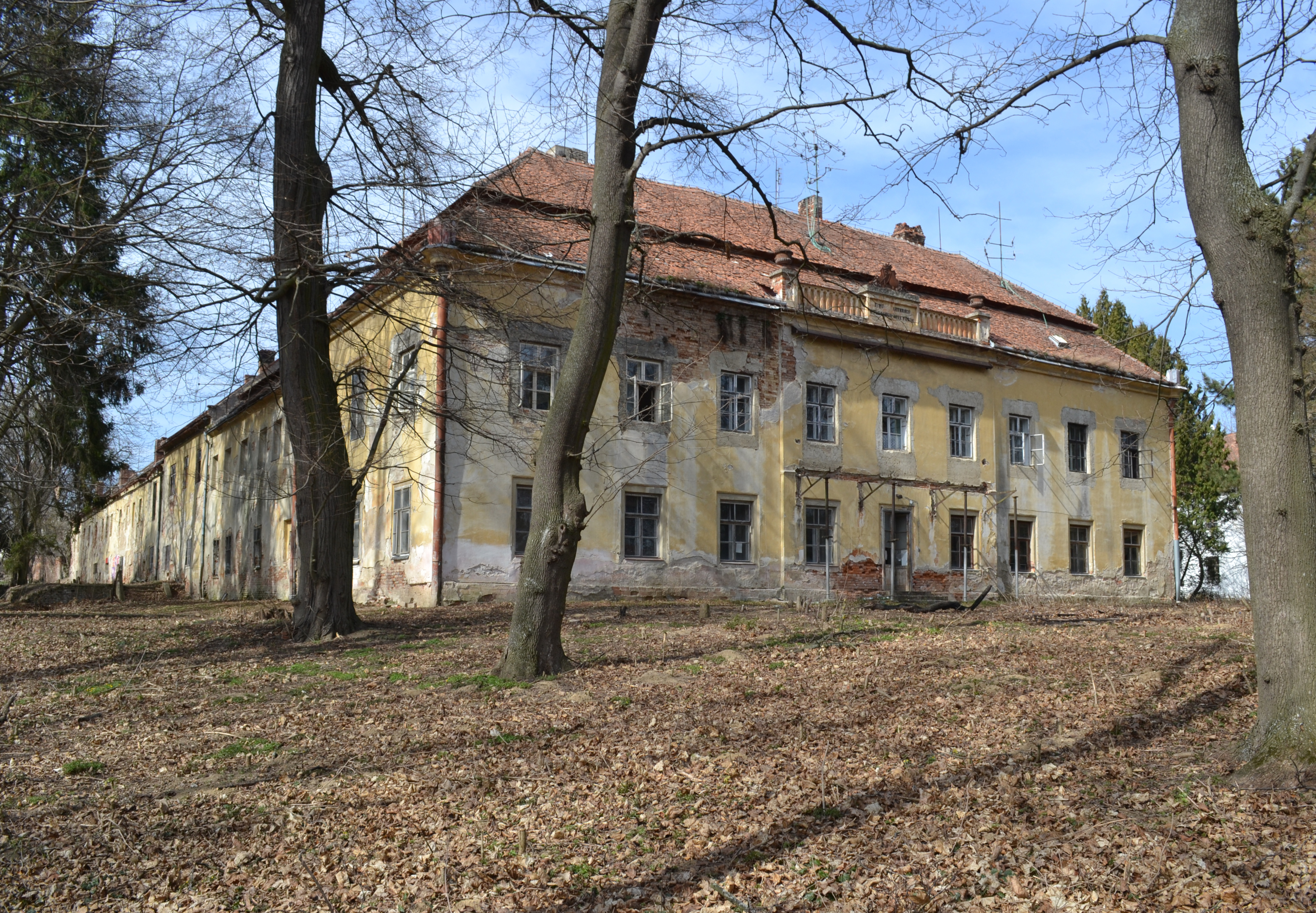
zámek
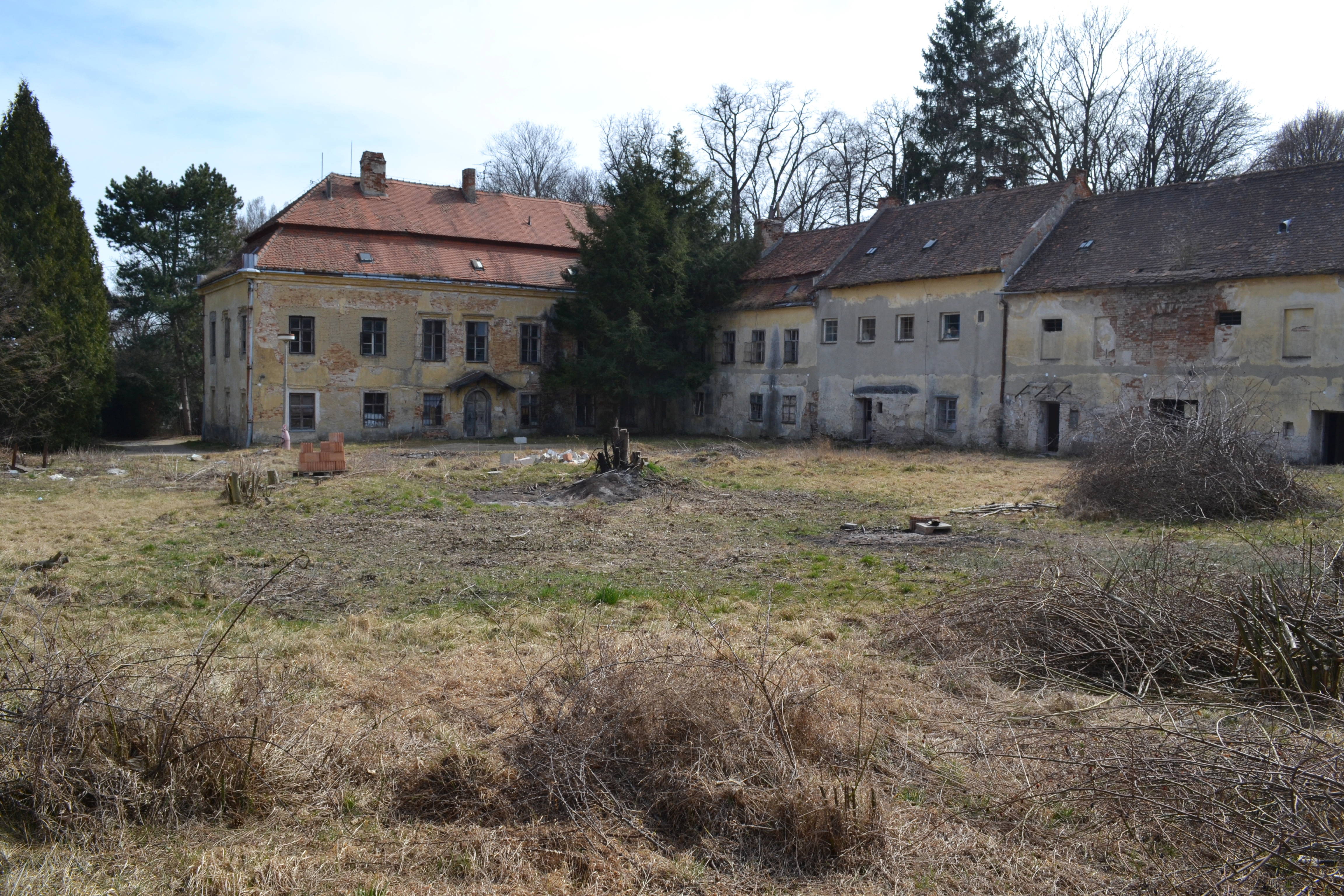
nádvoří zámku
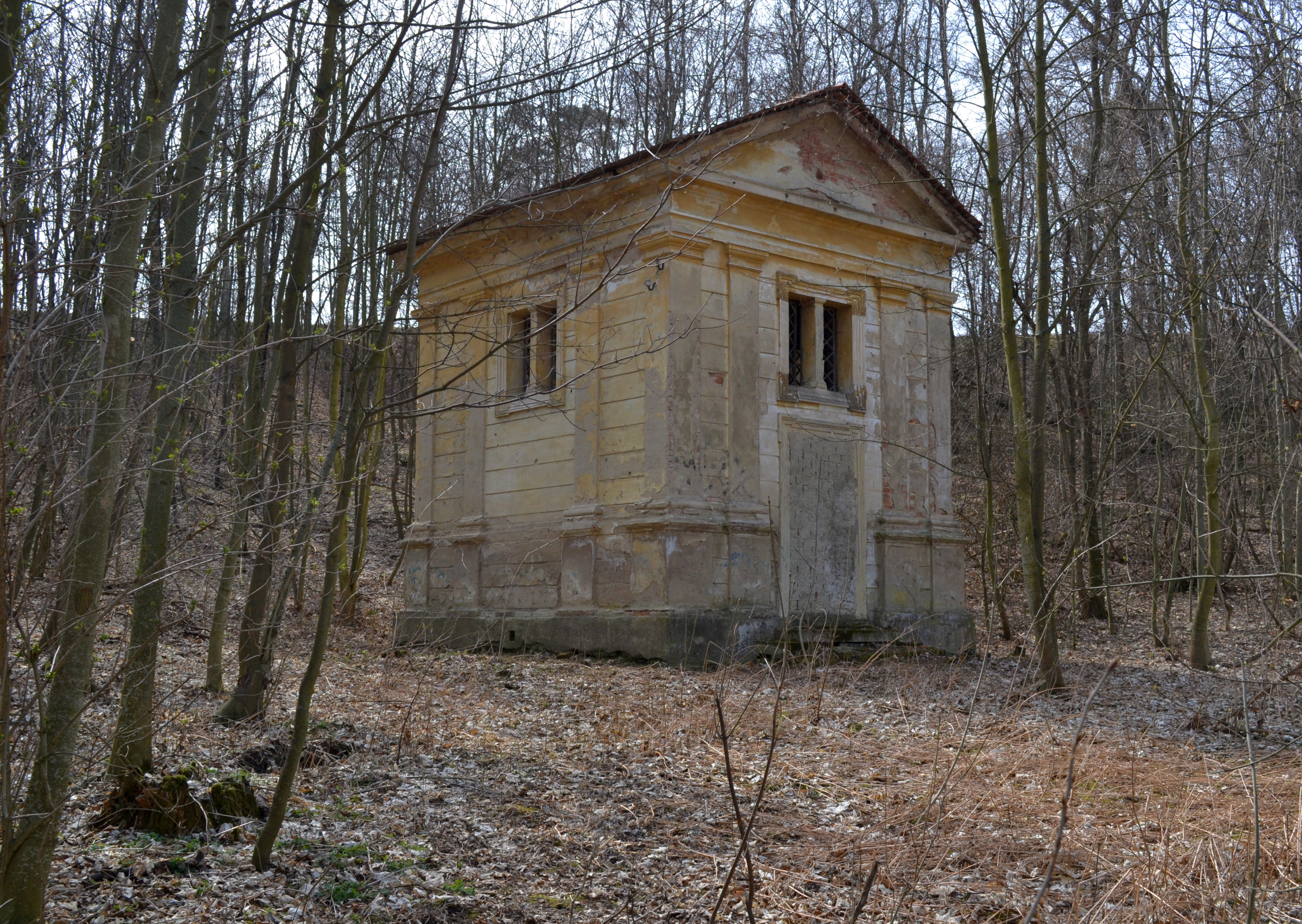
hrobka hrabat d'Harnoncourt-Unverzagt
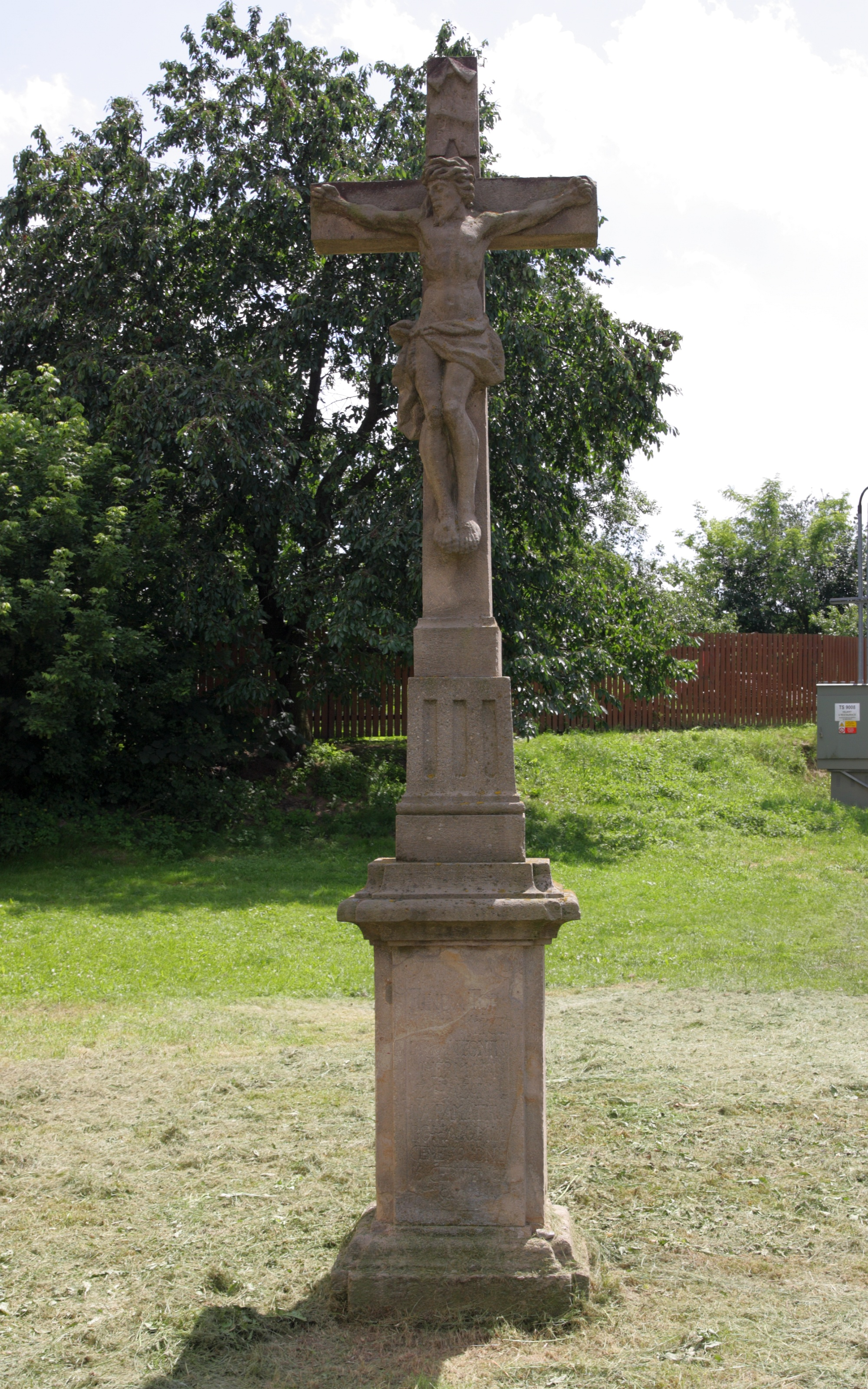
kříž na návsi
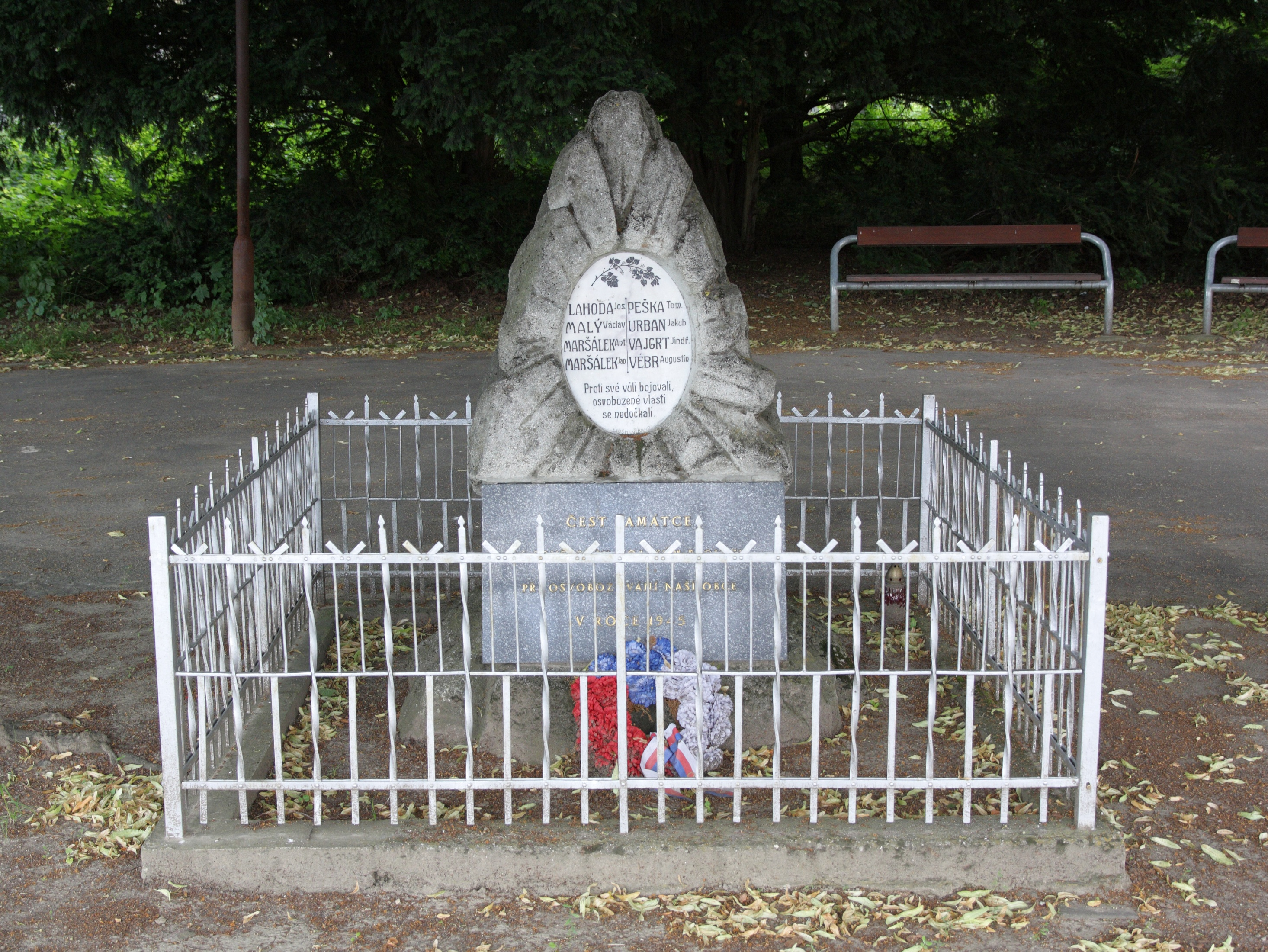
pomník padlým